# 토머스 쿡 항공
토머스 쿡 항공(영어: Thomas Cook Airlines)은 영국의 전세 항공사로 총 95개 노선을 취항하고 있다. 본사는 영국 맨체스터에 위치해 있으며 2008년에 설립했다. 또한 사용하고 있는 허브 공항으로 벨파스트 인터내셔널 공항, 버밍엄 공항, 브리스톨 인터내셔널 공항, 카디프 국제공항, 이스트 미들랜드 공항, 런던 개트웍 공항, 글래스고 공항, 런던 스탠스테드 공항, 리즈 브래드포드 공항, 맨체스터 공항, 뉴캐슬 공항이 있다.

## 역사
토마스쿡 AG & MyTravel 그룹 간의 합병에 이어 PLC를 형성하는 토마스쿡 그룹 PLC를 2007년 6월에 토마스쿡 항공은 토마스쿡 영국 항공과 합병하여 2008년 3월 30일에 마이 트래블 항공으로 설립되었다. 항공사는 2008년 여름부터 취항하기 시작했으며 에어버스 A320, A321 및 에어버스 A330, 보잉 757 보잉 767 기종을 보유하고 있다. 그러나 재정난으로 인해 2019년 9월 23일, 178년의 역사를 뒤로하고 파산되었다.

### 토마스쿡 영국 항공
원래 토마스쿡 항공은 1999년 9월 1일에 설립해 2000년 3월 27일에 취항을 시작했다. 이후 JMC 항공의 합병을 통해 플라잉 항공 도색과 전 스코틀랜드 항공과 칼슨 레저 그룹의 통합에 따라 1999년 10월 공동 소유하에 두 항공사를 인수왔다. 통합 이전에 1998년에 플라잉의 색상도 에어월드 항공과 통합했다. JMC 항공은 2003년 3월 31일에 토마스쿡 항공이 영국으로 변경했다.

### 팟이 트레블 항공
1990년에 마이 트래블 항공과 함께 설립했다. 1993년에 에어투어 국제 항공을 인수했으며 1996년에 스칸디나비아 전세 항공사에 인수되어 2002년에 마이 트레블 항공으로 변경했다.

## 보유 기종
- 2019년 12월 기준으로 토머스쿡 항공은 다음과 같은 기종을 보유하고 있다.[4]

## 같이 보기
- 영국의 없어진 항공사 목록

## 사진

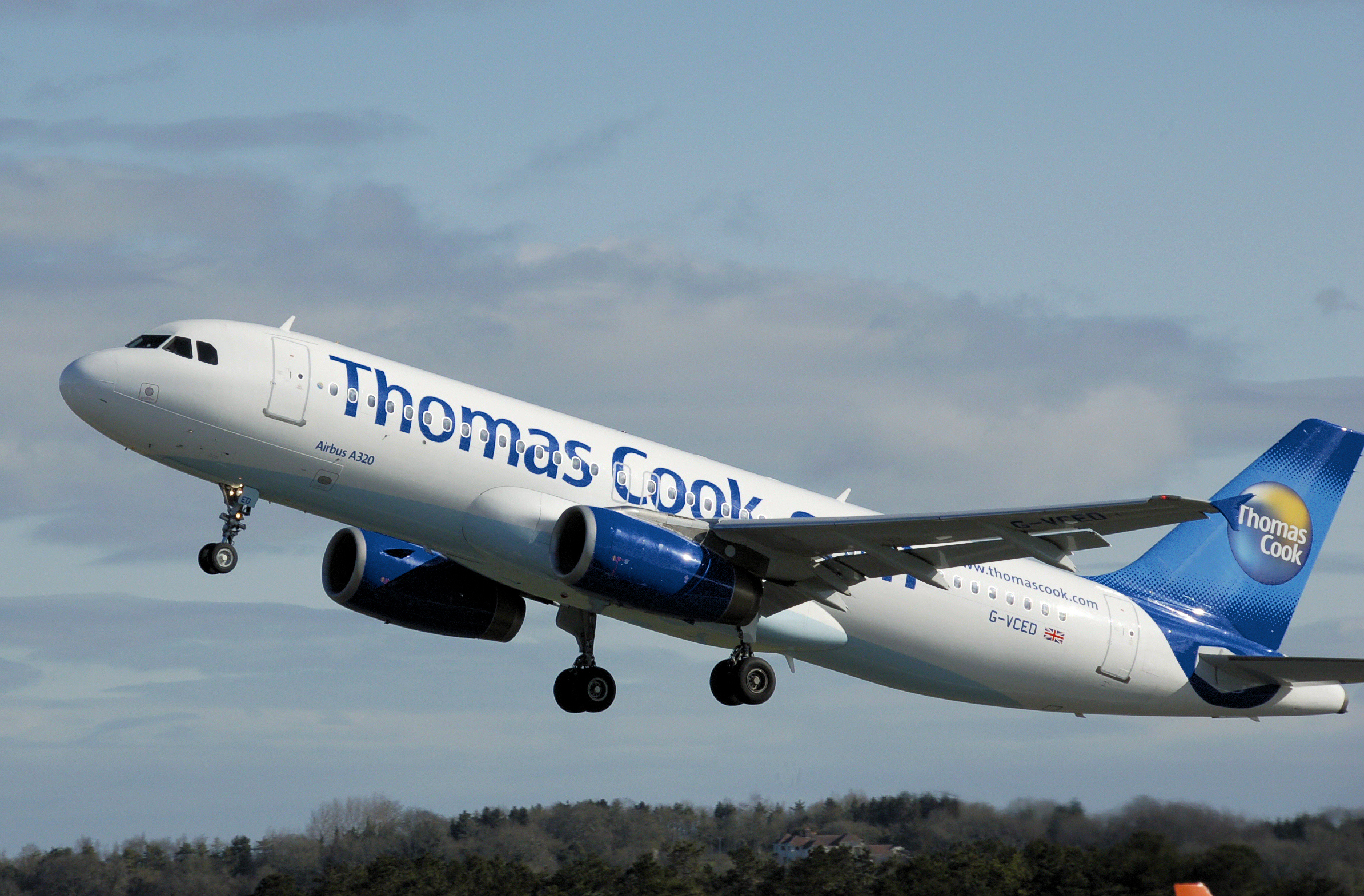
토마스쿡 항공의 에어버스 A320-200
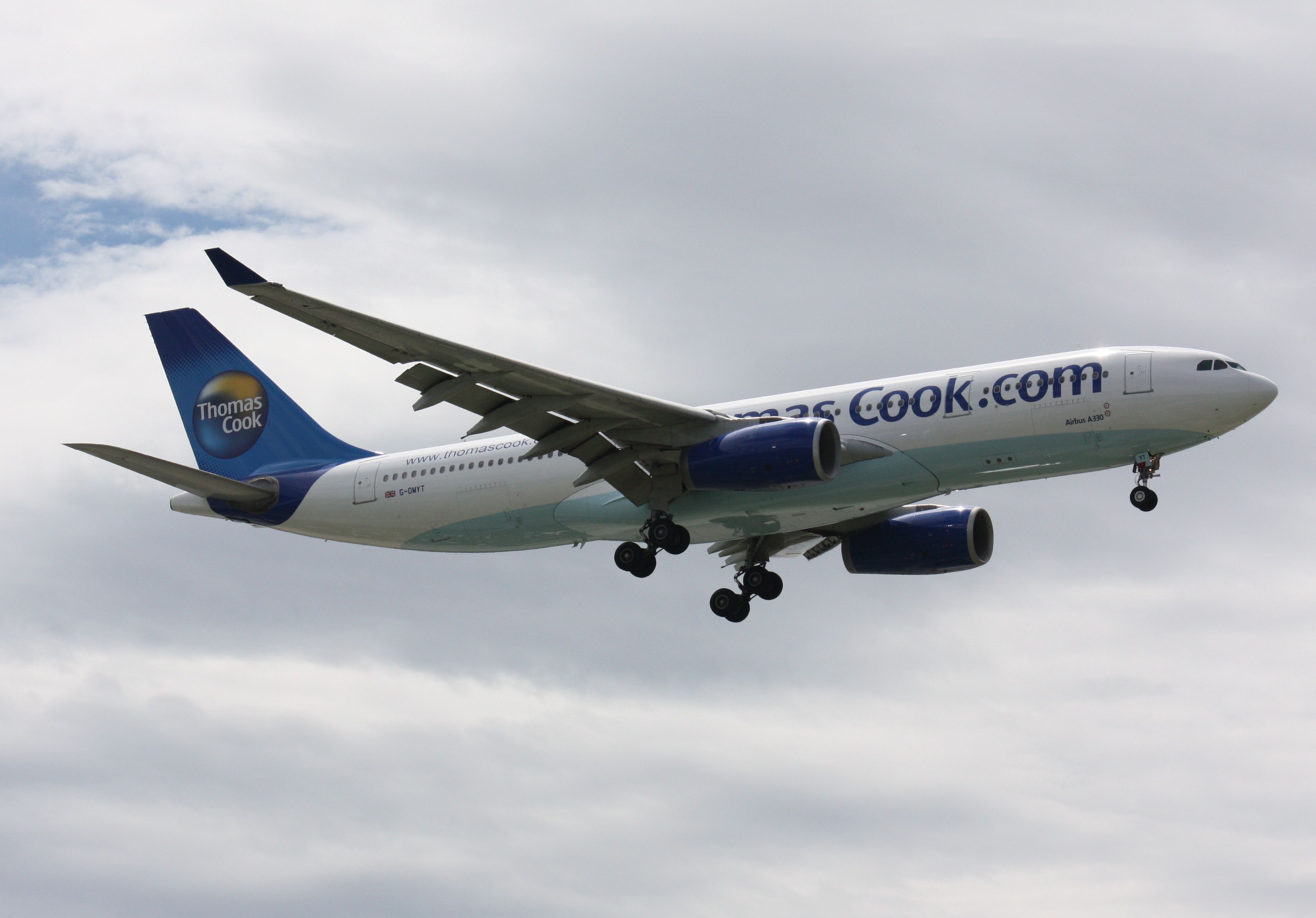
토마스쿡 항공의 에어버스 A330-200
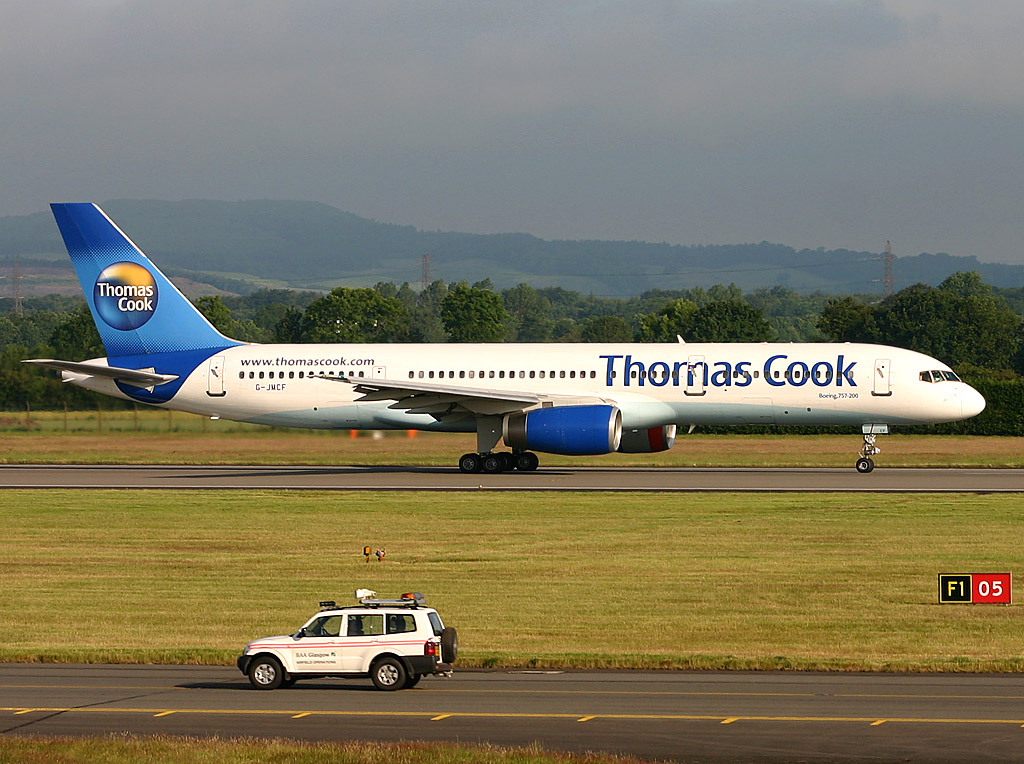
토마스쿡 항공의 보잉 757-200
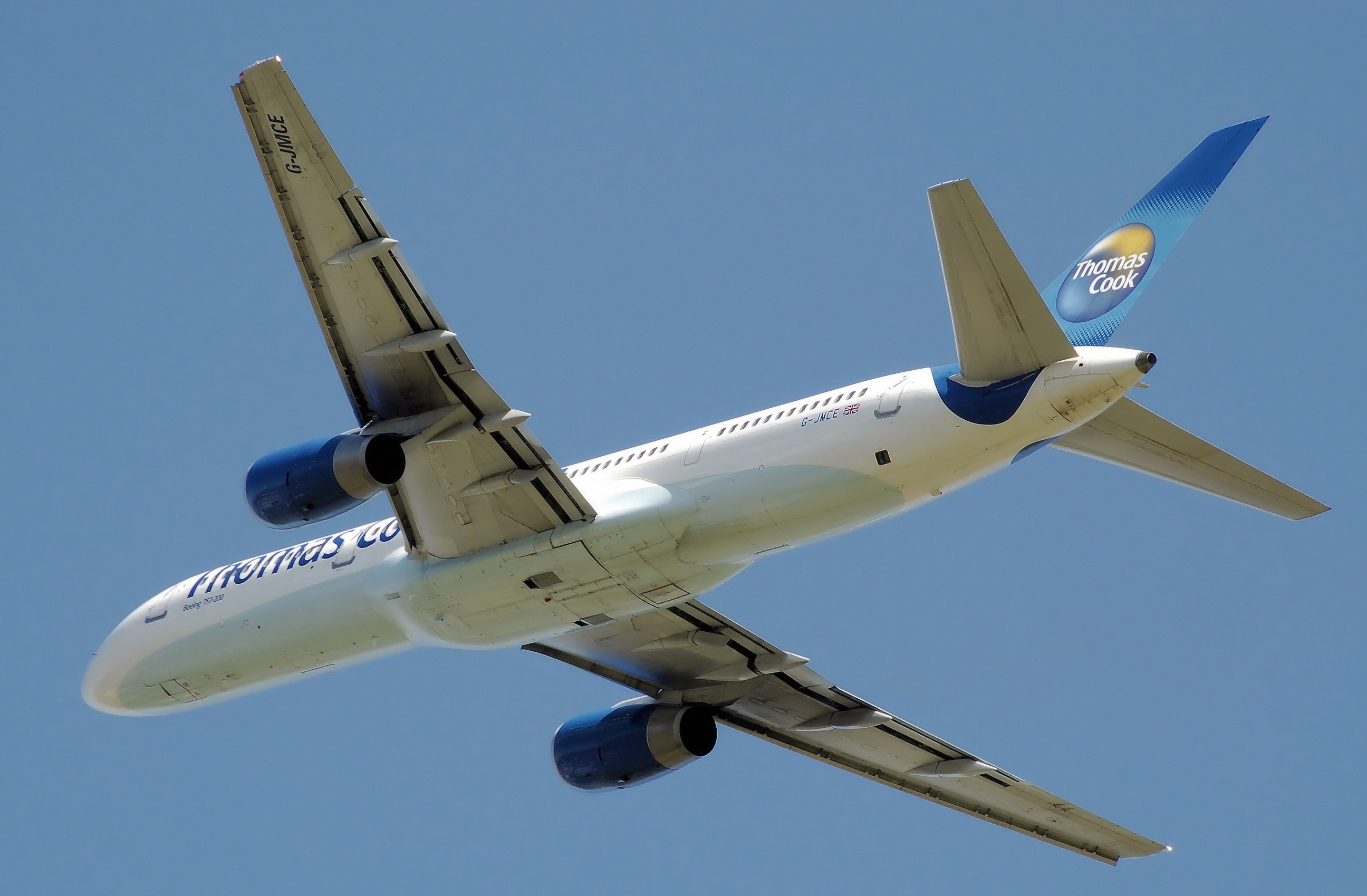
토마스쿡 항공의 보잉 757-200
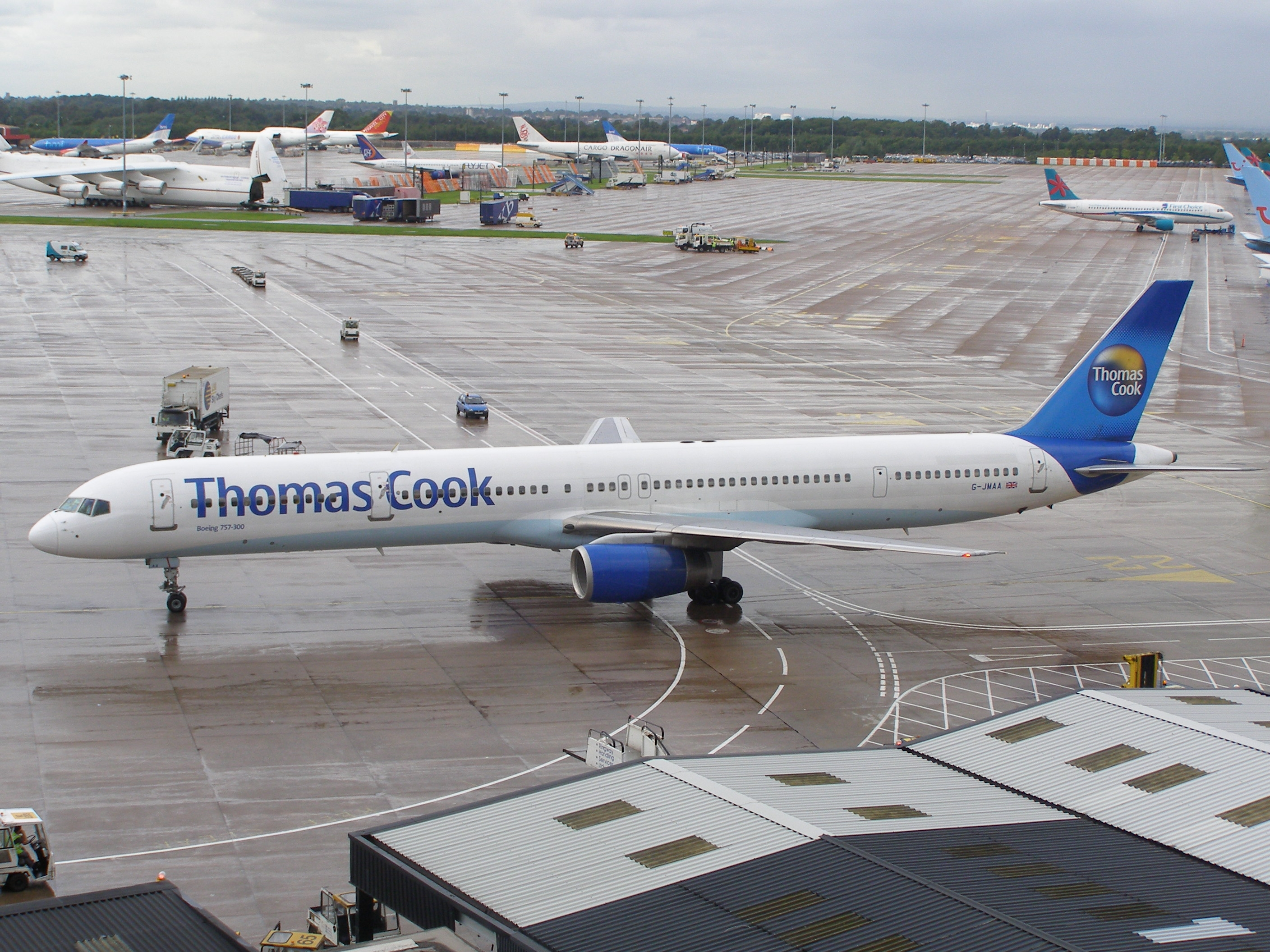
토마스쿡 항공의 보잉 757-300